# Libres penseurs athées
 (décembre 2015).
Libres penseurs athées est une association sans but lucratif située à Montréal, Québec, Canada et dont les buts sont de promouvoir le matérialisme philosophique, l'athéisme, la pensée critique et la laïcité, ainsi que de défendre les athées et autres incroyants contre la diffamation religieuse. 
Le but de cette association est de maximiser la joie de vivre des êtres humains en les libérant des contraintes philosophiques destructrices qui se sont imposées au fil des siècles. 

## Historique
L'association Libres penseurs athées (LPA) trouve ses origines dans un comité qui a participé à l’organisation d’un congrès athée-humaniste à Montréal en octobre 2010, Athées sans frontières. L'association est bilingue, à la fois française et anglaise, sa dénomination anglaise étant Atheist Freethinkers (AFT). Elle a adopté ses statuts lors de sa première assemblée générale annuelle en juillet 2011. Lors de cette première assemblée, l'association a résolu d'appuyer la rencontre d'Oslo du 10 août 2011 visant à la fondation de l'Association internationale de libre pensée (AILP) Association internationale de libre pensée. La LPA demeure une affiliée de l'AILP et David Rand, président de la LPA depuis cette assemblée de 2011, est également porte-parole de l'AILP.
Après l'assemblée générale annuelle de 2012, la LPA s'est affiliée avec un autre organisme international, l'Alliance athée internationale (AAI) Alliance athée internationale, principal organisateur du congrès "Athée sans frontières" de 2010, congrès qui a entraîné la création de la LPA.
En 2013 et 2014, la LPA a participé à la coalition du Rassemblement pour la laïcité (RPL) afin de supporter l'adoption d'une Charte de la laïcité par le gouvernement du Québec. Comme plusieurs des associations membres de cette coalition, la LPA a présenté un mémoire devant la Commission étudiant ce projet de loi. Le projet de Charte de la laïcité a été mis en suspens par la défaite du gouvernement du Parti québécois lors des élections provinciales d'avril 2014, mais le débat se poursuit. Les questions de société soulevées par ce débat demeurent d'actualité et le Regroupement pour la laïcité (RPL) poursuit son travail.

## Principes directeurs
Voici une version abrégée de la déclaration de principes de la LPA :

« Nous sommes athées. À la lumière de la pensée critique et de la science, les dieux, les démons, la réincarnation, l’âme immortelle et les autres croyances surnaturelles s’avèrent des fictions infantilisantes. Nous valorisons la raison, le savoir et l’avancement matériel, intellectuel et moral de l’humanité. Notre philosophie est matérialiste : il n’existe aucune âme associée au corps, tandis que l’esprit ou l’intellect est lui aussi matériel car relevant d’un processus neuronal. Nous sommes des êtres moraux et en constante évolution, responsables de nous-mêmes, à l’instar de l’humanité dont nous faisons partie. Nous préconisons la laïcité et rejetons toute influence religieuse dans les institutions publiques. »

Pour la déclaration complète des principes directeurs de l'organisation, consulter son "Manifeste athée" sur son "site web".

## Structure organisationnelle
L'association Libres penseurs athées a un Conseil d'administration de trois ou quatre personnes élues pour une période d'un an à l'assemblée générale annuelle.

## Conférences
- 13 avril 2012 : Les rapports entre athéisme et laïcité (pdf - fr), conférence de D. Rand au Colloque de l'Association libanaise de philosophie du droit (ALIPHID) et de l'Association internationale de libre-pensée (AILP) à Beyrouth[4], Liban.
- 18 novembre 2012 : Perspectives de laïcité au Canada et au Québec (fr), conférence de D. Rand au Congrès de l'AILP à Mar-del-Plata[5], Argentine.
- 9 novembre 2013 : Le Québec projette de se déclarer État laïque, conférence de D. Rand au Congrès de l'AILP à Conception[6], Chili.
- 28 mars 2015 : Libertés de conscience et de parole au Canada, conférence de D. Rand à l'événement « Journées d'athéisme »[7] à Varsovie, Pologne.
- 22 août 2015 : Les lois anti-blasphème : Une question de privilège religieux, conférence de D. Rand à l'événement « The Non-Conference »[8] à Kitchener, Ontario, Canada.

## Articles dans les journaux
- 25 février 2013 : Article par Libres penseurs athées dans le journal Métro de Montréal, « Le Bureau de la liberté de religion : un artifice ».
- 10 septembre 2013 : Article de David Rand, président de Libres penseurs athées, dans le Globe and Mail de Toronto, « Why a secular charter is good for Quebec ».

## Vidéos et émissions radiophoniques
- 1er octobre 2010 : Entrevue téléphonique avec le journaliste et animateur Benoît Dutrisac. Lors du congrès « Athées sans frontières ».
- 2010 : Émission « Démocratie et religions, D'une prière à l'autre »[9] à Radio Canada International (RCI).
- 15 juin 2015 : « The Infidel Podcast -- June 17th, 2015, with David Rand ».

## Mémoire en appui à la Charte de la laïcité
En décembre 2013, afin d'appuyer le projet de loi 60, Charte de la laïcité l'association Libres penseurs athées a soumis un mémoire à la Commission des institutions du gouvernement du Québec.
Le 13 février 2014, l'association a présenté ce mémoire devant les auditions de la Commission des institutions au parlement du Québec, à l'Assemblée nationale à Québec. Une vidéo de cette présentation est disponible.

## Autres projets et activités
- Campagne Recensement athée Canada pour recenser les athées au Canada.
- Blogues et autres textes publiés fréquemment sur le site web.
- Participation aux défilés de la fierté LGBT montréalais de 2010, 2013[14], 2014[15] et 2015[16] afin de lutter contre l'homophobie religieuse.
- Rencontres informelles mensuelles.

## Coalition locale
L'association Libres penseurs athées participe à la coalition d'associations québécoises Rassemblement pour la laïcité qui prône la laïcité au Québec. En particulier cette coalition a appuyé le projet de loi 60 en 2013-2014 et s'est opposée au projet de loi 59 en 2015.

## Affiliations internationales
- Association internationale de libre pensée (AILP)
- Alliance athée internationale (AAI)